# Scheuermanns sygdom
Scheuermanns sygdom (latin: Osteochondritis deformans juvenilis dorsi) er en ryglidelse, hvor mindst 3 nabohvirvler er kileformede fortil. Sygdommen rammer unge mennesker og medfører rundrygget rygsøjle eller formindsket svaj i lænden. Ændringerne i ryggens kurver skyldes forstyrrelser i den måde ryghvirvlerne vokser. 
Lokalisationen kan være:
- højtsiddende (brystryggen/ved skulderbladet – ofte symptomfri, til tider smertefuld).
- lavtsiddende (lænde-/brystryg – risiko for mere langvarige gener).

Diagnosen Scheuermanns sygdom kan kun stilles med sikkerhed efter en røntgenundersøgelse eller skanning af rygsøjlen.
Sygdommen er opkaldt efter den danske læge Holger Werfel Scheuermann.

## Eksterne links
- Scheuermanns Sygdom på sundhed.dk

| Sygdom | Spire Denne artikel om sygdom er en spire som bør udbygges. Du er velkommen til at hjælpe Wikipedia ved at udvide den. |